# HD213371
HD213371 — хімічно пекулярна зоря спектрального класу A2, що має видиму зоряну величину в смузі V приблизно  8,4.
Вона  розташована на відстані близько 532,9 світлових років від Сонця.